# Seweryn Kamiński
Seweryn Kamiński (Kamieński) herbu Sulima (zm. w 1730 roku) – podczaszy gostyniński, podstoli czernihowski w 1698 roku i w latach 1705-1712, sędzia grodzki gostyniński w 1704 roku.
W 1698 roku podczas zjazdu w Poznaniu podpisał manifest popierający elekcję Franciszka Contiego.